# Diotima
Diotima de Mantinea (en grec Διοτίμα) és un personatge que apareix en El convit de Plató i explica el concepte d'Eros, l'amor. Les idees que expressa, juntament amb les de Fedre, un altre diàleg de Plató van ser l'origen de la idea d'amor platònic.
A El convit una sèrie d'homes parlen sobre el significat de l'amor. Sòcrates explica que Diotima era una sacerdotessa que li havia ensenyat «la filosofia de l'amor». Diotima explica que Eros, l'amor, és un «geni» mediador entre els déus i els humans. Va néixer de la unió de Poros (el Recurs) i Pènia (la Pobresa) al jardí dels déus, a la fi d'un gran banquet on hi havien participat totes les divinitats. Eros tindria com a característica buscar sempre el seu objectiu, satisfer la seva necessitat, com la pobresa, i enginyar-se-les per aconseguir el seu fi, com el recurs. Sòcrates també afirma que Diotima va realitzar un sacrifici per convèncer els déus perquè allunyessin la pestilència que havia assolat Atenes durant deu anys, ja que era sacerdotessa i profetessa del temple d'Apol·lo a Mantinea. També diu que en va aprendre la doctrina de la immortalitat de l'ànima. En El convit Diotima explica la primera teoria ben definida sobre els dèmons, amb funcions especials. Cal recordar que Sòcrates tenia un dèmon interior que l'avisava i li donava opinions.
Coneixem Diotima exclusivament per l'escrit de Plató, i no podem estar segurs de si fou un personatge real o bé una creació literària. No obstant això, s'ha d'observar que gairebé tots els personatges que apareixen en els diàlegs de Plató eren persones que vivien en l'antiga Atenes.
La major part dels estudiosos del segle xx pensaven que Plató havia basat Diotima en Aspàsia de Milet, mestra de retòrica i logògrafa, propera a Pèricles, de tan impressionat que estava per la seua intel·ligència. Encara que no n'hi ha indicis clars, altres estudiosos afirmen que era una figura històrica. Climent d'Alexandria parla de Diotima.